# بروتين سكري 120

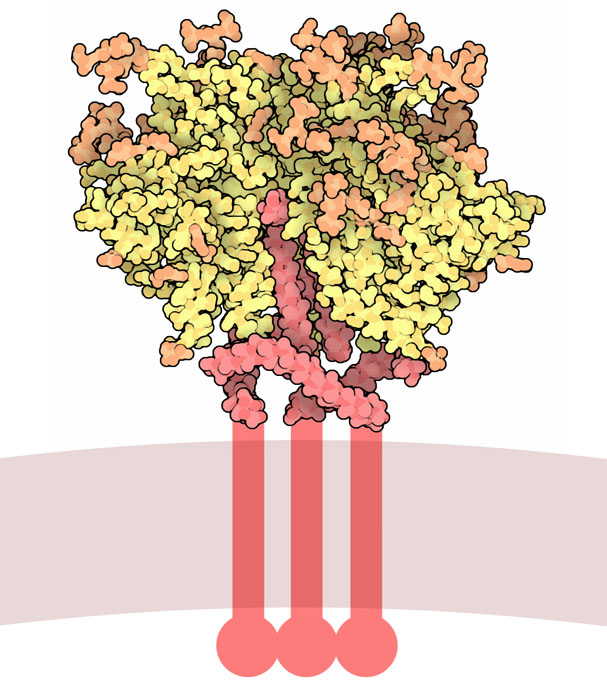
بروتين سكري 120

بروتين سكري 120 (بالإنجليزية: Envelope glycoprotein GP120 or gp120)‏ هو بروتين سكري يتوضع على سطح غشاء فيروس HIV و120 في اسمه من وزنه الجزيئي البالغ 120 كيلودالتون.
البروتين السكري 120 ضروري لدخول الفيروس إلى الخلايا كما أنه يلعب دورا حيويا في البحث عن محددة مستقبلات سطح الخلية للدخول.